# أبلق أبقع

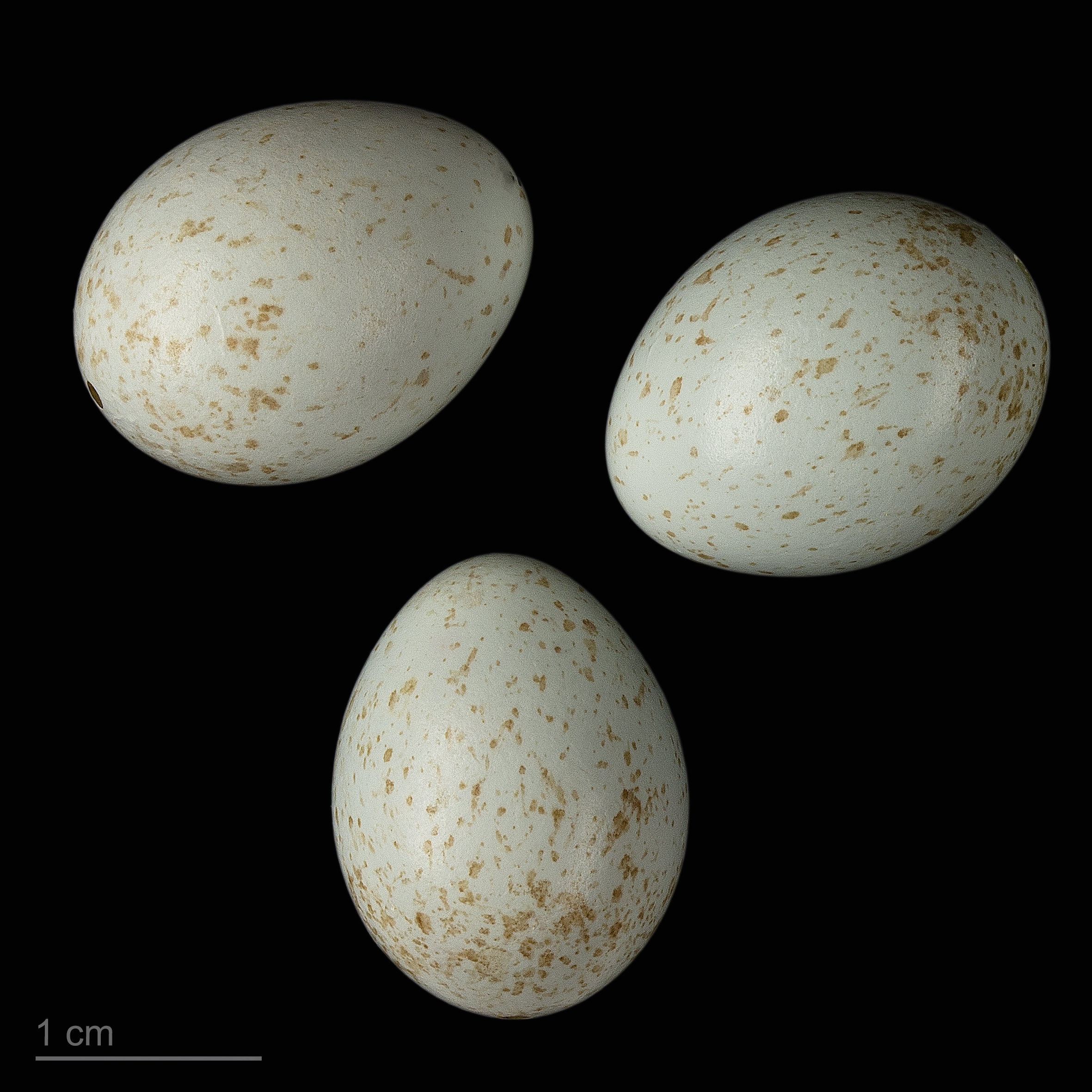
Oenanthe pleschanka

أبلق أبقع (الاسم العلمي: Oenanthe pleschanka) (بالإنجليزية: Pied Wheatear)‏، هو طائر ينتمي إلى صائدة الذباب (فصيلة: Muscicapidae) هو طائر جاثم صغير مهاجر يتغذي علي الحشرات والبذور ويتلون الذكر باللونين الأبيض والأسود أما الأنثي فهي بنية اللون وتبني طيور الأبلق الأبقع أعشاشها في المناطق الصخرية والمفتوحة وتضع الأنثي 4-6 بيضات في شق صخري أو حفرة